# ダイショー
株式会社ダイショー（英: DAISHO CO.,LTD.）は、各種調味料や鍋つゆ等を主力商品とする日本の大手食品メーカー。
東京都墨田区と福岡県福岡市東区に本社を置くが、登記上の本店は東京都のほうである。企業スローガンは、「おいしさで・しあわせをつくる」。
塩胡椒、焼肉のたれ、鍋スープなどの調味料のほか、青汁などの健康食品も取り扱っている。「味・塩こしょう」は株式会社ダイショーの登録商標（登録番号2564491他）である。
なお、分析機器などの卸商社である株式会社ダイショー（本社所在地：静岡県静岡市）とは社名が同じだが、一切無関係である。

## 沿革
- 1966年12月 - 金澤俊輔（本名：金丙達[3]）が福岡市東区箱崎前川町で大昌食品株式会社を設立。焼肉のたれ「焼肉一番」の製造を開始。
- 1968年5月 - 「味・塩こしょう」の製造を開始。
- 1970年4月 - 福岡営業所を開設。名古屋営業所を開設。
- 1973年4月 - 大阪営業所を開設。
- 1974年
  - 4月 - 福岡市東区社領に本社工場を建築移転。
  - 6月 - 福岡市東区社領に本社を建築移転。
  - 9月 - 仙台営業所を開設。
- 1975年10月 - 東京営業所を開設。
- 1977年4月 - 鹿児島営業所を開設。
- 1978年9月 - 広島営業所を開設。
- 1985年4月 - 札幌営業所を開設。
- 1986年12月 - 創業20周年を機にCIを導入。社是・社訓・ロゴマーク等を刷新、併せて社歌の制作も行う。
- 1987年5月 - 福岡市東区松田に本社ならびに本社工場を新設移転。
- 1989年9月 - 茨城県東茨城郡（現・小美玉市）に関東第一工場を建設し、稼動を開始。
- 1994年1月 - 株式会社ダイショーに商号変更。
- 1995年10月 - 東京都墨田区に東京本社ビルを新設。
- 1996年
  - 1月 - 東京都墨田区の東京本社、福岡市東区の福岡本社による二本社体制とする。
  - 2月 - 登記上の本店を東京に移転。
- 1997年4月 - 株式を店頭公開。
- 2000年1月 - 東京証券取引所2部に上場。
- 2012年12月 - 福岡県糟屋郡に九州工場を建設し、稼動を開始。
- 2013年7月 - 九州工場においてFSSC22000認証を取得。
- 2014年6月 - 関東工場においてFSSC22000認証を取得。
- 2016年7月 - 福岡工場・福岡第二工場においてFSSC22000認証を取得。
- 2017年4月 - 沖縄営業所を支店へ昇格。
- 2018年4月 - 静岡営業所を支店へ昇格。

## 主力商品
- 味・塩こしょう
- 秘伝焼肉のたれ
- 焼肉通り
- 焼肉一番
- 博多もつ鍋スープ
- キムチ鍋スープ
- 鍋のつけダレ

## 拠点一覧
本店・東京本社・広域営業部・首都圏営業部
東京都墨田区亀沢1丁目17-3
福岡本社・工場
福岡県福岡市東区松田1丁目11-17
福岡第二工場
福岡県福岡市東区松田1丁目9-30
九州工場
福岡県糟屋郡久山町山田3034
関東工場・茨城営業所
茨城県小美玉市西郷地1689
札幌支店・札幌営業所
北海道札幌市東区北18条東21丁目4-18
旭川営業所
北海道旭川市豊岡8条7丁目1-17
函館営業所
北海道函館市桔梗4丁目15-3
仙台支店・仙台営業所
宮城県仙台市宮城野区高砂1丁目19-4
秋田営業所
秋田県秋田市四ツ小屋字与左エ門川原351-1
郡山営業所
福島県郡山市新屋敷2丁目54-1
盛岡営業所
岩手県盛岡市向中野4丁目31-31
横浜支店
神奈川県相模原市緑区橋本5丁目30-22
静岡支店・静岡営業所
静岡県静岡市駿河区中島757-3
埼玉支店・埼玉営業所
埼玉県上尾市大字久保18-7
群馬営業所
群馬県高崎市東貝沢町4丁目16-7
金沢支店・金沢営業所
石川県金沢市中屋2丁目132
新潟営業所
新潟県新潟市西区東青山1丁目26-7
長野営業所
長野県松本市大字笹賀下二子6078
名古屋支店
愛知県一宮市多加木4丁目32-3
関西営業部
大阪府大東市新田境町8-3
和歌山営業所
和歌山県和歌山市北新元金屋丁14
京都営業所
京都府京都市南区上鳥羽金仏28
神戸営業所
兵庫県神戸市長田区苅藻島町3丁目12-22
岡山支店・岡山営業所
岡山県岡山市南区大福166-1
姫路営業所
兵庫県姫路市栗山町41
広島支店・広島営業所
広島県広島市安佐南区川内6丁目2-30
山口営業所
山口県山口市小郡下郷3405-1
松江営業所
島根県松江市玉湯町湯町1992-1
高松支店・高松営業所
香川県高松市伏石町2147-6
松山営業所
愛媛県松山市来住町1446-1
高知営業所
高知県高知市新田町20-41
福岡支店
福岡県糟屋郡粕屋町大字柚須84-9
北九州営業所
福岡県北九州市戸畑区大字中原字先ノ浜46-1
筑後支店・筑後営業所
福岡県筑後市長浜210-2
長崎営業所
長崎県大村市富の原2丁目910-1
大分営業所
大分県大分市向原沖2丁目4-1
鹿児島支店・鹿児島営業所
鹿児島県鹿児島市東開町3-35
沖縄支店・沖縄営業所
沖縄県宜野湾市字宇地泊758

## 関連会社
- 韓国ダイショー - 2006年度に解散。

## CM出演者
- 稲川淳二 - 「味・塩こしょう」[要出典]
- 武田鉄矢 - 「マジュアン・焼肉のたれ」（2000年・2001年）、「味・塩こしょう」（2000年）、「キムチ鍋スープ」（2000年）[4]
- なかやまきんに君 - 「焼肉一番」「焼肉通り」ほか テレビCM/ウェブCM（2021年・2022年）[5]
- 松重豊 - 「鍋スープ」各種（2022年・2023年）[6][7]

## 提供番組
- めざまし8（フジテレビ系列、2022年4月 - 2023年3月）[要出典]
- ぐるナイ(日本テレビ系列、2024年4月 -)
- サタデープラス(MBS制作・TBS系列、2016年4月 - )
- ウルトラマンティガ(MBS制作・TBS系列)
- 魔法使いサリー(テレビ朝日系列)
- クレヨンしんちゃん(テレビ朝日系列)
- スーパー戦隊シリーズ(テレビ朝日系列、『恐竜戦隊ジュウレンジャー』から『超力戦隊オーレンジャー』まで。毎年6月。)
- メタルヒーローシリーズ(テレビ朝日系列、『特捜ロボジャンパーソン』から『ビーロボカブタック』まで。)
- クッキングパパ(朝日放送テレビ制作・テレビ朝日系列)
- ママレード・ボーイ(ABCテレビ制作・テレビ朝日系列)
- 夢のクレヨン王国(ABCテレビ制作・テレビ朝日系列)
- 覇王大系リューナイト(テレビ東京系列)
- とっても!ラッキーマン(テレビ東京系列)
- 少女革命ウテナ(テレビ東京系列)
- タイムボカン2000   怪盗きらめきマン(テレビ東京系列)